# 廣佈曇花
廣佈曇花，日本名白花孔雀，是曇花屬的模式種，也是曇花屬分佈最廣的一個種，從墨西哥到阿根廷都有分佈。